# Frans Vermeyen
Frans Vermeyen (25. března 1943, Turnhout – 18. ledna 2014, Turnhout) byl belgický fotbalista, útočník a záložník. 

## Fotbalová kariéra
V belgické lize hrál za Lierse SK a Royal Antwerp FC, nastoupil ve 440 ligových utkáních a dal 125 gólů. V roce 1960 vyhrál s Lierse SK belgickou ligu v roce 1969 belgický fotbalový pohár. Kariéru zakončil v nižší soutěži v týmu KFC Dessel. V Poháru mistrů evropských zemí nastoupil ve 2 utkáních, v Poháru vítězů pohárů nastoupil ve 3 utkáních a dal 4 góly a v Poháru UEFA nastoupil v 8 utkáních a dal 1 gól. Za reprezentaci Belgie nastoupil v letech 1963–1965 v 6 utkáních a dal 2 góly. 

## Ligová bilance
| Ročník                     | Zápasy | Góly | Klub             |
| -------------------------- | ------ | ---- | ---------------- |
| 1. belgická liga 1959/1960 | -      | -    | Lierse SK        |
| 1. belgická liga 1960/1961 | -      | -    | Lierse SK        |
| 1. belgická liga 1961/1962 | -      | -    | Lierse SK        |
| 1. belgická liga 1962/1963 | -      | -    | Lierse SK        |
| 1. belgická liga 1963/1964 | -      | -    | Lierse SK        |
| 1. belgická liga 1964/1965 | -      | 16   | Lierse SK        |
| 1. belgická liga 1965/1966 | -      | -    | Lierse SK        |
| 1. belgická liga 1966/1967 | -      | -    | Lierse SK        |
| 1. belgická liga 1967/1968 | -      | 12   | Lierse SK        |
| 1. belgická liga 1968/1969 | -      | -    | Lierse SK        |
| 1. belgická liga 1969/1970 | -      | -    | Lierse SK        |
| 1. belgická liga 1971/1971 | -      | -    | Lierse SK        |
| 1. belgická liga 1971/1972 | -      | -    | Lierse SK        |
| 1. belgická liga 1972/1973 | -      | -    | Lierse SK        |
| 1. belgická liga 1973/1974 | 28     | 5    | Royal Antwerp FC |
| 1. belgická liga 1974/1975 | 1      | 0    | Royal Antwerp FC |
| CELKEM 1. belgická liga    | 440    | 125  |                  |